# Hibbertia androsaemoides
Hibbertia androsaemoides är en tvåhjärtbladig växtart som beskrevs av Karel Domin. Hibbertia androsaemoides ingår i släktet Hibbertia och familjen Dilleniaceae. Inga underarter finns listade i Catalogue of Life.